# Autograph
Autograph — американская рок-группа из Пасадины, играющая в стиле глэм-метал. Группа стала известна в середине 1980-х, благодаря хитам на MTV, как «Turn Up the Radio» и «Blondes in Black Cars».

## История

### Начало
В начале 80-х Стив Планкетт работал в группе «Silver Condor». Однако в этом проекте его песням не давали ходу, и Стив решил заняться сольным творчеством. Компанию Планкетту составили четверо музыкантов, с большинством из которых он имел возможность играть раньше. На лид-гитаре играл Стив Линч, знакомый Планкетту по группе «Looker», на бас-гитаре — Рэнди Рэнд из «Wolfgang», на барабанах — Кени Ричардс («John Doe»). Пятым стал клавишник Стивен Айшем. Коллектив, получивший название «Autograph», быстро сыгрался и к концу 1983 года записал демоальбом, материал с которого, однако, исполнялся в узком кругу друзей. Один из друзей — продюсер Энди Джонс — заинтересовался группой и предоставил музыкантам бесплатное студийное время на «Record Plant», чтобы они довели работу до ума. Группе предложили отправиться в тур, коллектив выступает «на разогреве» у «Van Halen». Растущая популярность приводит к подписанию контракта с RCA Records и последующему концерту в Madison Square Garden.

### Первый альбом
Дебютный альбом «Sign In Please» вышел осенью 1984 года и поначалу не обратил на себя внимания. Лишь в начале следующего года песня «Turn Up The Radio» просочилась в эфир и дала публике повод заинтересоваться творчеством «Autograph». В конечном итоге композиция поднялась в «Billboard» до 28-й строчки, а сам альбом, получивший золотой статус, оказался всего на ступеньку ниже.

### Второй альбом
Второй альбом «That’s The Stuff» вышел осенью 1985 года. Сразу после записи альбома «Autograph» отправились в турне, играя на одной сцене с группами «Mötley Crüe» и «Heart». По итоговым продажам альбом так и не получил статуса золотого, однако песня «Blondes in Black Cars», благодаря появлению одноимённого сингла, заняла 92-е место в «Billboard».

### Третий альбом
Альбом «Loud And Clear» писался дольше, чем предыдущие два, вместе взятые. Вышел он весной 1987 года и особой популярностью не пользовался. В то же время группа играет самих себя в фильме «Каков отец, таков и сын», исполняя в нём песни с нового альбома. В поддержку альбома был снят клип на заглавную песню «Loud and Clear», в котором снялись Оззи Осборн и Винс Нил.

### Распад
В 1988 году группа из-за разногласий расторгает контракт с RCA Records. Уходит Стивен Айшем, замену ему не ищут — музыканты считают, что надо играть без клавишных, тем самым «утяжелив» звучание. Предпринимаются попытки записать новый альбом, однако без поддержки звукозаписывающих лейблов это оказывается не так просто. Группу покидает Ричардс. С новым барабанщиком Эдди Кроссом «Autograph» отправляются в мини-тур и продолжают попытки записать альбом.
В 1989 году группа ведёт переговоры с Epic Records, но стороны не приходят к согласию. В декабре того же года группа распадается.
После распада группы Стив Планкетт занялся сольным творчеством. Пишет на заказ. Его песни используются в фильмах и телесериалах, их исполняют другие музыканты. В 1991 году записал сольный альбом «My Attitude». В 1997 году Планкетт от имени «Autograph» выпустил альбом «Missing Pieces», состоящий из нереализованного ранее материала (главным образом 1987—1989 годов, записанного для четвёртого невышедшего альбома).
Стив Линч начал преподавать. Он выпустил несколько книг и видеоуроков по технике игры на гитаре, открыл музыкальную школу в Сиэтле. Помимо этого Линч собрал группу «Network 23», с которой в 2004 году записал одноимённый альбом. После этого занялся сольным творчеством.
Кени Ричардс некоторое время играл в группе «Dirty White Boy», однако покинул музыкальный бизнес из-за проблем со спиной.
Стивен Айшем продолжил музыкальную карьеру в качестве сессионного музыканта. 9 декабря 2008 года Айшем скончался в возрасте 56 лет от рака печени.
Рэнди Рэнд занялся торговлей кожаными изделиями, даже некоторое время сотрудничал с «Harley-Davidson». К музыке Рэнд не возвращался.

### Autograph v2.02
В 2002 году Стив Планкетт делает попытку возродить группу с новым названием «Autograph v2.02» и набирает новый состав. Ими стали гитарист Ти Джей Хермерич, басист Лэнс Моррисон и барабанщик Мэтт Лог. В 2003 году группа выпускает альбом «Buzz». «Autograph v2.02» просуществовала недолго — в 2005 году группа прекратила свою деятельность.
В июле 2015 года группа в сильно изменённом составе и с новым солистом выступила на фестивале Rockin' The Rivers в Монтане, США.

## Состав коллектива

### Autograph (1983—1989)
- Стив Планкетт (англ. Steve Plunkett) — вокал, гитара
- Стив Линч (англ. Steve Lynch) — гитара
- Рэнди Рэнд (англ. Randy Rand) — бас-гитара
- Стивен Айшем (англ. Steven Isham) — клавишные
- Кени Ричардс (англ. Keni Richards) — ударные

### Autograph v2.02 (2002—2005)
- Стив Планкетт (англ. Steve Plunkett) — вокал, гитара, клавишные
- Ти Джей Хермерич (англ. T. J. Helmerich) — гитара
- Лэнс Моррисон (англ. Lance Morrison) — бас-гитара
- Мэтт Лог (англ. Matt Laug) — ударные

## Дискография

### Альбомы
- 1984 — Sign In Please
- 1985 — That’s The Stuff
- 1987 — Loud And Clear
- 1997 — Missing Pieces
- 2003 — Buzz
- 2011 — The Anthology
- 2016 — Louder
- 2017 — Get Off Your Ass

### Синглы
- 1984 — Turn Up The Radio
- 1985 — Send Her to Me
- 1986 — Blondes in Black Cars
- 1986 — That’s the Stuff
- 1987 — Loud and Clear
- 1987 — Dance All Night
- 1988 — She Never Looked That Good for Me

## Фильмография
1987 — «Каков отец, таков и сын» — играют самих себя.